# Maison Heinrich Heine
La Fondation de l'Allemagne — Maison Heinrich Heine est un centre culturel et un foyer étudiant situé dans le complexe de la Cité internationale universitaire de Paris, France. Elle a été conçue par Johannes Krahn et inaugurée en 1956.

## Fonction
La Maison Heinrich Heine dispose d'une salle événementielle, d'une bibliothèque et de plus de 100 places en dortoir destinées aux étudiants et doctorants allemands. Grâce au principe du brassage, la Maison Heinrich Heine est habitée par environ la moitié d'étudiants allemands et non allemands, ce qui a pour vocation de favoriser les échanges entre différentes nationalités.

## Programme culturel
La Maison Heinrich Heine s'est fixé pour objectif de promouvoir la coopération franco-allemande dans les domaines scientifique, politique, artistique et culturel et d'approfondir le dialogue dans un contexte européen et international,.
Le programme de l'événement comprend des lectures de poésie, des expositions, des concerts, des conférences, des tables rondes et des débats avec des participants pour la plupart connus sur des sujets historiques, politiques et littéraires. Des séminaires et conférences scientifiques sont également organisés.